# Oberste Heeresleitung
Oberste Heeresleitung (OHL) var Tysklands generalstab under första världskriget.
Den tyska arméns överbefälhavare var enligt lagen Vilhelm II, men generalerna som satt i försvarsledningen Oberste Heeresleitung bestämde i stort sett självständigt. Detta gällde framför allt mot slutet av första världskriget. För sjökriget var Seekriegsleitung (SKL) ansvarigt.
När kriget inleddes 1914 var Helmuth von Moltke d.y. generalstabschef. Efter den misslyckade offensiven vid Marne avgick Moltke. Erich von Falkenhayn som var preussisk krigsminister efterträdde honom men även han misslyckades. Den tredje OHL som inrättades i augusti 1916 leddes av Paul von Hindenburg och Erich Ludendorff. Under de sista två åren av första världskriget styrde Hindenburg tillsammans med Ludendorff mer eller mindre Tyskland som en militärdiktatur. Under denna period lyckades de med att sluta separatfred med både Ryssland och Rumänien.
I oktober 1918 krävde OHL att den nya regeringen skulle skriva under ett vapenstillestånd då den tyska fronten kunde bryta samman när som helst. Efter revolutionen 1918 arbetade den nya regeringen och OHL tillsammans inom ramen för Ebert-Groenerpakten. Men sedan vände Ludendorff och von Hindenburg. Dolkstötslegenden framställdes först av Ludendorff och von Hindenburg i undersökningsutskottet i Weimarrepublikens Nationalförsamling. De båda f.d. höga officerarna glömde då att de själva efter 1918 års sommaroffensiv 29 september 1918 ställt ultimatum till dåvarande riksregeringen, och fordrat att vapenstilleståndsförhandlingar skulle inledas.